# Kamieńpole
Kamieńpole – dawna osada. Tereny, na których był położony, leżą obecnie na Białorusi, w obwodzie witebskim, w rejonie brasławskim, w sielsowiecie Słobódka.

## Historia
W czasach zaborów leżała w granicach Imperium Rosyjskiego.
W latach 1921–1939 osada leżała w Polsce, w województwie nowogródzkim (od 1926 w województwie wileńskim), w powiecie brasławskim, w gminie Słobódka.
Powszechny Spis Ludności z 1921 roku nie podał danych dotyczących miejscowości. W 1931 w 2 domach zamieszkiwało 8 osób.
Wierni należeli do parafii rzymskokatolickiej w Słobódce. Miejscowość podlegała pod Sąd Grodzki w Brasławiu i Okręgowy w Wilnie; właściwy urząd pocztowy mieścił się w Słobódce.